# Гений русского сыска И. Д. Путилин
«Гений русского сыска И. Д. Путилин» — цикл из 49 рассказов Романа Доброго, изданных в Санкт-Петербурге в 1908—1909 годах.

## История
Прототипом литературного героя являлся глава сыскной полиции Санкт-Петербурга Иван Путилин. Современники называли Ивана Путилина «русским Шерлоком Холмсом». Автор часто опирался как на мемуары Путилина («Сорок лет среди грабителей и убийц»), так и на анонимные записи, которые неоднократно переиздавались. Некоторые эпизоды и герои цикла рассказов являются фантазией автора, например, спутник Путилина — доктор Иван Николаевич Z., от имени которого ведется повествование (по аналогии с персонажем А. Конан-Дойла — доктором Ватсоном) и который сопровождает Путилина в его делах.
О реальном Путилине рассказывает не только мемуары самого И. Д. Путилина, но и трилогия Леонида Юзефовича («Костюм Арлекина», «Дом свиданий» и «Князь ветра»).
После революции 1917 года рассказы печатались в 1983—1987 годах издательством «Книжная палата», а также в 1990 году «Молодой гвардией» и в 1992 году издательством «Олеся» (Житомир).

## Список изданий
- [Антропов Р. Л.] Гений русского сыска И. Д. Путилин. Рассказы о его похождениях. 1-я серия. — С.-Пб.: Тип. Я. Балянского, 1908:

- Кн. 1. Квазимодо церкви Спаса на Сенной. — 32 с.
- Кн. 2. Гроб с двойным дном. — 32 с.
- Кн. 3. Белые голуби и сизые горлицы. — 32 с.
- Кн. 4. Огненный крест. — 32 с.
- Кн. 5. Ритуальное убийство девочки. — 32 с.
- Кн. 6. Одиннадцать трупов без головы (Атаманша Груня-«головорезка»). — 32 с.
- Кн. 7. Отравление миллионерши-наследницы. — 32 с.
- Кн. 8. Петербургские вампиры-кровопийцы. — 32 с.
- Кн. 9. Тайны Охтенского кладбища. — 32 с.
- Кн. 10. Калиостро XIX века. — 32 с.

- [Антропов Р. Л.] Гений русского сыска И. Д. Путилин. Рассказы о его похождениях. 2-я серия. — С.-Пб.: Тип. Я. Балянского, 1908:

- Кн. 11. Поцелуй бронзовой дамы (Тайны Варшавских иезуитов). — 32 с.
- Кн. 12. Секретное дело. — 32 с.
- Кн. 13. Преступление в Иверской часовне. — 32 с.
- Кн. 14. Страшный духан. — 32 с.
- Кн. 15. Похитители невест. — 32 с.
- Кн. 16. Под Золотыми воротами. — 32 с.
- Кн. 17. Претендент на болгарский престол (Корнет Савин). — 32 с.
- Кн. 18. Мельница в Гусевом переулке. — 32 с.
- Кн. 19. Провавшее завещание (Кромовские миллионы). — 32 с.
- Кн. 20. Золотая ручка. — 32 с.

- [Антропов Р. Л.] Гений русского сыска И. Д. Путилин. Рассказы о его похождениях. 3-я серия. — С.-Пб.: Тип. Я. Балянского, 1908:

- Кн. 21. Нижегородская кровавая баня. — 32 с.
- Кн. 22. Тайна Сухаревой башни. — 32 с.
- Кн. 23. Пытка Иоанна IV. — 32 с.
- Кн. 24. Холерный барак № 9. — 32 с.
- Кн. 25. Медвежатники. — 32 с.
- Кн. 26. В когтях одесских демонов. — 32 с.
- Кн. 27. Ужасы больничной мертвецкой. — 32 с.
- Кн. 28. Тьма египетская. — 32 с.
- Кн. 29. Ключ поволжских сектантов. — 32 с.
- Кн. 30. Клуб анархистов (Заговор против Путилина). — 32 с.

- [Антропов Р. Л.] Гений русского сыска И. Д. Путилин. Рассказы о его похождениях. 4-я серия. — С.-Пб.: Тип. Я. Балянского, 1908:

- Кн. 31. Люцеферяне в Петербурге. — 32 с.
- Кн. 32. Сомнамбула-воровка. — 32 с.
- Кн. 33. Клуб червонных валетов. — 32 с.
- Кн. 34. По гривеннику за рубль. — 32 с.
- Кн. 35. Фабрика ангелов. — 32 с.
- Кн. 36. Страшный портрет. — 32 с.
- Кн. 37. Директор Английского банка. — 32 с.
- Кн. 38. Роковое святочное гадание. — 32 с.
- Кн. 39. Преступница — игуменья Митрофания. — 32 с.
- Кн. 40. Пожар Овсянниковской мельницы. — 32 с.

- [Антропов Р. Л.] Гений русского сыска И. Д. Путилин. Рассказы о его похождениях. 5-я серия. — С.-Пб.: Тип. Я. Балянского:

- Кн. 41. В руках палачей. — 1908. — 32 с.
- Кн. 42. Контрабандисты. — 1908. — 32 с.
- Кн. 43. Страшный паровоз. — 1909. — 32 с.
- Кн. 44. Интендантские пауки. — 1909. — 32 с.
- Кн. 45. Ограбленная почта. — 1909. — 32 с.
- Кн. 46. Убийство в театре. — 1909. — 32 с.
- Кн. 47. Профессор черной магии. — 1909. — 32 с.
- Кн. 48. Драма в биржевой гостинице. — 1909. — 32 с.
- Кн. 49. Петербургский Джек-Потрошитель. — 1909. — 32 с.